# Falkland (Fife)
Falkland (in gaelico scozzese Fáclann) è una città del Fife, Scozia, nota nel passato come Parish of Kilgour, situata ai piedi delle Lomond Hills.
Secondo il censimento del 2006, Falkland ha una popolazione di 1 189 abitanti.
La città ospita il Falkland Palace, un edificio storico iniziato nel 1500 da Giacomo IV di Scozia, uno dei migliori esempi di architettura rinascimentale del Regno Unito.
Il palazzo era costruito per ospitare la corte reale durante le battute di caccia nelle foreste circostanti. Maria Stuarda, regina di Scozia, fu un'assidua frequentatrice del palazzo.
Le Isole Falkland prendono nome da un nobile di queste terre.